# Josia fusigera
Josia fusigera là một loài bướm đêm thuộc họ Notodontidae. Nó được tìm thấy ở miền nam México to Nicaragua.